# Napht-2-ol
Pour les articles homonymes, voir Naphtol.
Le napht-2-ol ou β-naphtol est un composé aromatique bicyclique dérivé du naphtalène, de formule C10H7OH. C'est un isomère du napht-1-ol qui diffère par la position du groupe hydroxyle sur le noyau de naphtalène. Il se présente sous la forme d'un solide cristallin incolore.
Comme son isomère, le napht-1-ol, il peut être utilisé pour la synthèse organique de colorants. Il peut par exemple être utilisé pour synthétiser le BINOL.